# Thrasops occidentalis
Thrasops occidentalis — вид змій родини полозових (Colubridae). Мешкає в Західній Африці.

## Поширення і екологія
Thrasops occidentalis мешкають на півдні Сенегалу, в Гвінеї, Гвінеї-Бісау, Сьєрра-Леоне, Ліберії, Кот-д'Івуарі, Гані, Того, Беніні і південно-західній Нігерії. Вони живуть у вологих тропічних лісах та в галерейних лісах. Ведуть денний, деревний спосіб життя. Живляться птахами, гризунами, кажанами і ящірками.